# Ole Wisborg
Ole Carl Oscar Wisborg (* 14. August 1925 in Kopenhagen; † 20. Dezember 1978 in Aarhus) war ein dänischer Schauspieler.

## Leben
Ole Wisborg wuchs in Kopenhagen auf und machte nach seinem Schulabschluss zunächst eine Ausbildung zum Glaser.
Von 1951 bis 1954 absolvierte er dann seine Schauspielausbildung an der Schauspielschule des Aarhus Teater, wo er auch sein Bühnendebüt als Darsteller hatte und dort anschließend bis zum Jahr 1958 als festes Ensemblemitglied engagiert war. Von 1958 bis 1971 war er am Folketeatret und danach bis 1975 am Odense Teater als festes Ensemblemitglied engagiert. Einige Theatertourneen führten ihn auch nach Schweden. Als Bühnendarsteller war er in den unterschiedlichsten Rollen in Theaterstücken und Musicals zu sehen. Von 1951 bis 1978 wirkte er als Schauspieler vor der Kamera in mehr als 40 Film- und Fernsehproduktionen mit, darunter auch in einer Folge der deutschen Fernsehserie Hafenkrankenhaus.
Wisborg war zweimal verheiratet. Seine zweite Ehefrau war vom 21. März 1958 bis zu seinem Tod die Schauspielerin Tove Wisborg (1936–1991), mit der er eine Tochter hatte. Die Familie lebte in Aarhus. Er starb im Dezember 1978 im Alter von 53 Jahren. Seine Grabstätte befindet sich auf dem Nordfriedhof in Aarhus.

## Filmografie (Auswahl)
- 1953: Die Verführten
- 1958: Lyssky Transport
- 1961: Einer unter vielen
- 1962: Rikki und die Männer
- 1967: Der schmucke Arne und Rosa
- 1968: Hafenkrankenhaus (Fernsehserie, 1 Folge)
- 1970: Oh, diese Mieter! (Fernsehserie, 1 Folge)
- 1970: Katja – Alle brauchen Liebe
- 1974: Sondage med Karl og Gudrun
- 1977: Ein Haus in der Provinz (Fernsehserie, 1 Folge)
- 1978: Red beset